# Miljuschka in Mexico
Miljuschka in Mexico is een tv-programma gepresenteerd door Miljuschka Witzenhausen. Het programma draaide op televisiezender 24Kitchen vanaf 6 april 2020 elke maandag om 22:00 uur. Het tv-programma bestaat uit zes afleveringen.